# 阿拉 (亞利桑那州)
阿拉（英語：Allah）是位於美國亞利桑那州馬里科帕縣的一個非建制地區。該地的面積和人口皆未知。

## 地理
阿拉的座標為33°55′41″N 112°41′27″W / 33.92806°N 112.69083°W，而該地的平均海拔高度為596米（即1955英尺）。